# Слукин, Сергей Владимирович
Сергей Владимирович Слукин (род. 22 июня 1977, Тула) — российский легкоатлет, специалист по бегу на короткие дистанции. Выступал на профессиональном уровне в 1997—2000 годах, чемпион России в беге на 100 и 200 метров, победитель и призёр первенств всероссийского значения, участник ряда крупных международных стартов, в том числе чемпионата мира в Севилье. Представлял Москву и Тульскую область.

## Биография
Сергей Слукин родился 22 июня 1977 года в Туле. Окончил Тульский гуманитарный университет.
Проходил подготовку в тульской Школе высшего спортивного мастерства, был подопечным тренера Н. Наумова.
Впервые заявил о себе на международном уровне в сезоне 1997 года, когда вошёл в состав российской национальной сборной и выступил на молодёжном европейском первенстве в Турку — в индивидуальном беге на 100 метров сошёл с дистанции уже на предварительном квалификационном этапе, в то время как в эстафете 4 × 100 метров стал в финале шестым.
В 1998 году в беге на 60 метров выиграл серебряные медали на международном турнире «Русская зима» и на зимнем чемпионате России в Москве. Принимал участие в Играх доброй воли в Нью-Йорке, где в эстафете 4 × 100 метров занял пятое место.
В 1999 году одержал победу в дисциплине 60 метров на зимнем чемпионате России в Москве. В дисциплине 100 метров превзошёл всех соперников на Мемориале братьев Знаменских в Москве, финишировал восьмым на Кубке Европы в Париже. Будучи студентом, представлял страну на Всемирной Универсиаде в Пальме — в беге на 100 метров остановился на стадии четвертьфиналов, в эстафете 4 × 100 метров так же в финал не вышел. На летнем чемпионате России в Туле был лучшим на дистанциях 100 и 200 метров. Благодаря череде удачных выступлений удостоился права представлять российскую сборную на чемпионате мира в Севилье, где стартовал в беге на 200 метров и в эстафете 4 × 100 метров.
В 2000 году в 100-метровой дисциплине стал четвёртым на Мемориале братьев Знаменских в Санкт-Петербурге и на чемпионате России в Туле. В качестве запасного бегуна входил в состав российской эстафетной команды на летних Олимпийских играх в Сиднее, но в итоге выйти здесь на старт ему не довелось. По окончании сезона завершил спортивную карьеру.